# Jigai
Jigai (自害?) era un tradizionale metodo di suicidio rituale praticato dalle donne in Giappone per mezzo del taglio dell'arteria carotide e della vena giugulare, con un coltello tantō (una lama di 15–30 cm) o kaiken (di 15 cm). Spesso veniva nascosto prima dell'atto sotto la cintura (chiamata obi) del kimono.

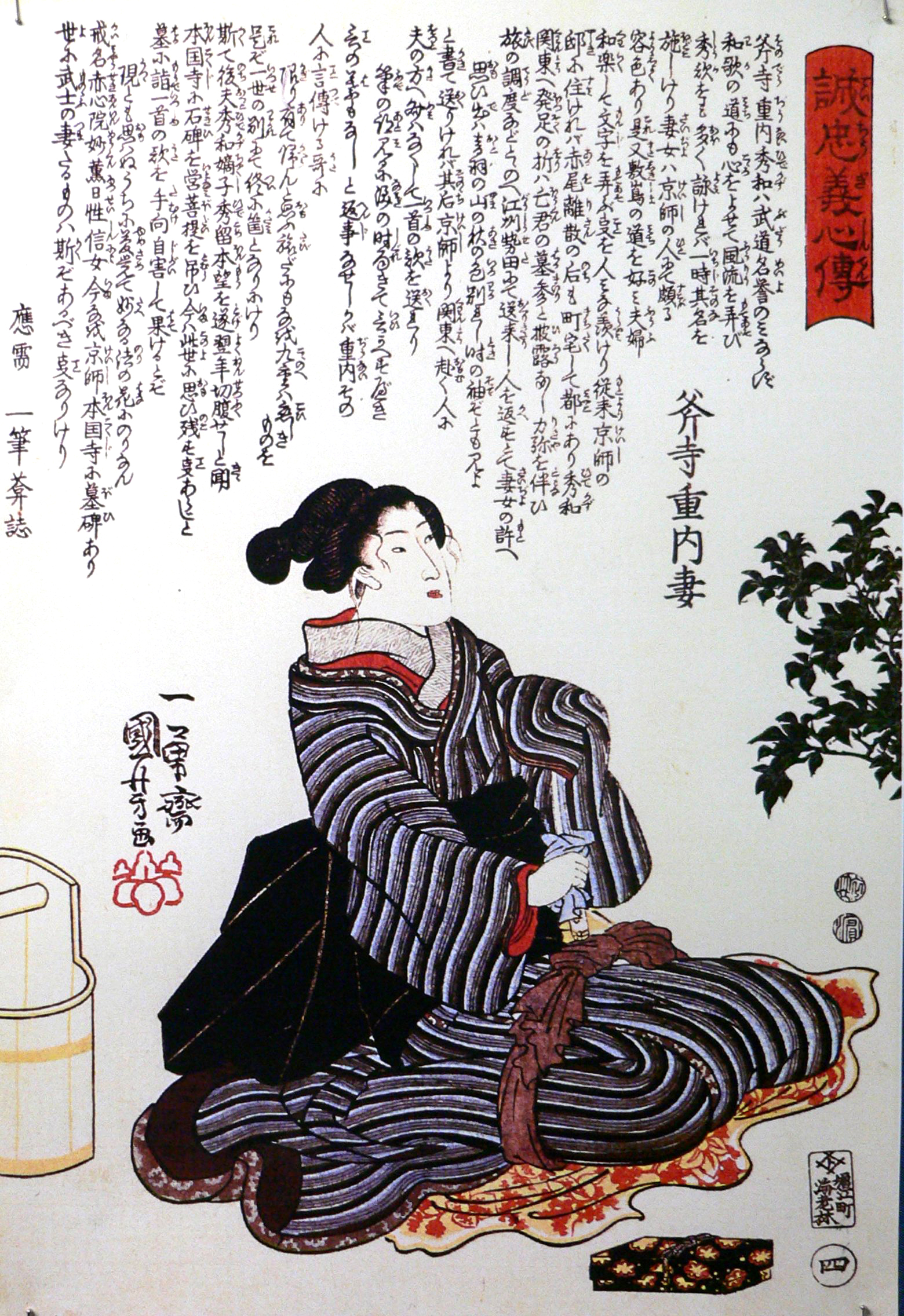
La moglie di Onodera Junai, uno dei quarantasette ronin, si prepara per il suo suicidio

Il jigai è l'equivalente femminile del seppuku (più noto come harakiri), il suicidio rituale praticato dai guerrieri samurai, conseguito tramite un profondo taglio dell'addome. A differenza del seppuku, si può compiere jigai senza assistenza (nel seppuku veniva individuato un kaishakunin che tagliava, durante il rituale, una parte del collo al suicida) e per questo motivo si può notare un minimo sfiguramento del volto dopo la morte.

## Il rituale
Prima di commettere jigai, la donna si legava insieme le ginocchia per far trovare il proprio corpo in una posa dignitosa, passate le convulsioni ante-mortem. Questo atto era spesso praticato per preservare l'onore o per prevenire uno stupro in occasione di un'imminente sconfitta militare. Le bambine venivano accuratamente istruite alla pratica del jigai fin dai primi anni. Anche ai figli maschi che non avessero ancora compiuto il genpuku (prova di maturità con la quale i giovani giapponesi diventavano ufficialmente adulti) era permesso di uccidersi con questa pratica.
Non era raro che durante la capitolazione di una fortezza non solo le donne, ma anche i bambini di entrambi i sessi tra il terzo e il quattordicesimo anno di vita si suicidassero; tale suicidio era eseguito a volte in massa per evitare di essere catturati, deportati o disonorati. Spesso i soldati nemici, una volta entrati in una qualche abitazione, vedevano la padrona di casa sola, seduta con la faccia rivolta dalla parte opposta rispetto alla porta; una volta arrivati a lei, scoprivano che ella si era silenziosamente tolta la vita molto tempo prima del loro arrivo.